# Rodolfo Nin Novoa
Rodolfo Nin Novoa, né le 25 janvier 1948 à Montevideo, est un homme d'État uruguayen, vice-président de l’Uruguay de 2005 à 2010 et actuel dirigeant de l'Alliance progressiste.

## Biographie
Début 2005, Rodolfo Nin Novoa devient vice-président de l'Uruguay à la suite de l'élection du premier président de gauche du pays en 170 ans, Tabaré Vázquez, fin novembre 2004. Il occupe cette fonction de vice-présidence jusqu'en 2010.
Aux élections générales de 2009, son groupe, l'Alliance progressiste, s'intègre à la sous-liste du Frente Líber Seregni menée par Danilo Astori, et qui représente alors la tendance centriste du Front large. Nin Novoa est ainsi élu sénateur.
En janvier 2010, Nin Novoa se prononce en faveur d'une réforme constitutionnelle permettant la réélection du président pour un second mandat et la suppression du ballotage pour l'élection présidentielle afin d'éviter une situation de cohabitation. Cette réforme, à laquelle s'oppose en partie le député du Front large Carlos Baráibar , ne devrait être mise en vigueur, selon Nin Novoa, que pour les élections de 2019.
En novembre 2015, il sollicite une renégociation des accords interlatéraux entre les pays du MERCOSUR pour s'adapter aux nouvelles donnes géopolitiques dans le Pacifique.

## Prix et honneurs
- Prix Jérusalem 2016 par l'Organisation sioniste d'Uruguay[5]